# Шальксмюле

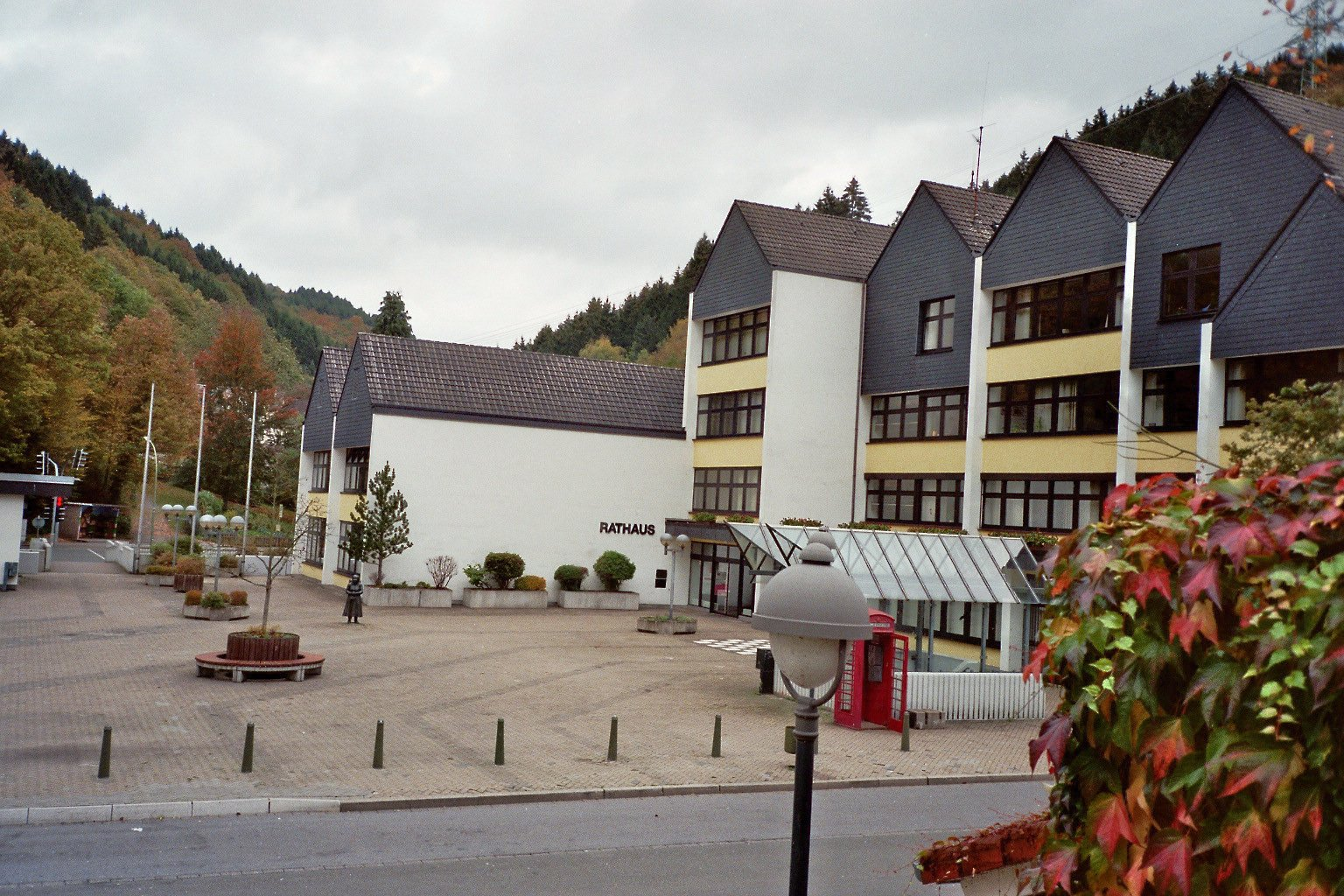
Шальксмюле

Шальксмюле (нем. Schalksmühle) — коммуна в Германии, в земле Северный Рейн-Вестфалия. Подчиняется административному округу Арнсберг. Входит в состав района Меркиш. Население составляет 11 135 человек (на 31 декабря 2010 года). Занимает площадь 38,2 км².
Община подразделяется на 15 сельских округов.
| Год  | Население |
| ---- | --------- |
| 1995 | 12 314    |
| 2000 | 12 088    |
| 2005 | 11 847    |
| 2010 | 11 272    |